# 29728 Averbeck
29728 Averbeck este o planetă minoră (asteroid) din centura de asteroizi. A fost descoperită pe 14 ianuarie 1999 la Stația Anderson Mesa de Lowell Observatory Near-Earth-Object Search și a fost numită după George Averbeck⁠(d). 
Obiectul prezintă o orbită caracterizată de o semiaxă mare de 2,2665965 UAi, o excentricitate de 0,05, o înclinație de 4,9889 ° în raport cu ecliptica.